# Вацлав IV
Вацлав IV або Венцеслав IV (лат. Wenczeslaus; 26 лютого 1361 — 16 серпня 1419) — король Німеччини (1376—1400) та Богемії (1363/1378 — 1419). Маркграф Бранденбурзький (1373—1378) і герцог Люксембурзький (1383—1388). Представник німецького Люксембурзького дому. Син Карла IV, імператора Священної Римської імперії і короля Богемії, та сілезької князівни Анни Свідницької. Народився у Нюрнберзі, Німеччина. У 2-річному віці, волею батька, призначений його спів-королем у Богемії. Після смерті батька став повноправним королем у Німеччині і Богемії. Зарекомендував себе слабким правителем, який нехтував державними справами заради полювання, вина і коханок. Мешкав переважно у Празі. Ігнорував вирішення проблем Німеччини, яка поринула у війни та анархію. 1387 року допоміг своєму братові Сигізмунду здобути угорську корону. 1394 року незаконно захопив шляхетські володіння в Моравії, чим спричинив повстання кузена Йоста, моравського маркграфа, який полонив його і ув'язнив у Вілдберзі (Австрія). Відновив свою владу завдяки німецькій допомозі, але 1396 року передав кузену та королівській раді реальне управління Богемією. 1400 детронізований імперськими князями, які обрали своїм новим німецьким королем пфальцьського курфюрста Рупрехта III. 1402 року спричинив нове повстання під проводом Сигізмунда, який увязнив і скинув його. Знову зміг повернути собі владу у наступні роки ціною передачі усіх реальних управлінських повноважень у руки королівської ради. Боровся з потугою магнатів і католицької церкви на чолі із Яном Єнштейном. Деякий час підтримував реформаторську діяльність Яна Гуса, але після визнання його єретиком дав його стратити у 1415 році. Замовник так званої Вацлавської Біблії. Видав Кутногірський декрет 1409 року, який надавав преференції чехам у Празькому університеті. Одружувався двічі, але дітей не мав. Помер від серцевого нападу у Кунратиці, поблизу Праги, Богемія. Похований у Соборі Святого Віта. Його спадок перейшов до брата Сигізмунда. Прізвисько — Ледар (нім. der Faule).

## Імена
- Венцеслав (лат. Wenczeslaus, Venceslaus, нім. Wentzlaw, Wenczlaw, Wentzslau) — офіційно у тогочасних документах.
- Вацлав (чеськ. Václav, ст.-чес. Waczlaw) — у чеській історіографії та чеських тогочасних документах.
- Венцель (нім. Wenzel) — у німецькій історіографії[3][4].
- Вячеслав — український варіант імені. Згадується в поемі Шевченка «Єретик».[5][6]
- Венцеслав ІІ, Вацлав ІІ, Венцель ІІ, або В'ячеслав ІІ — як герцог Люксембурзький і маркграф Бранденбурзький[7].
- Венцеслав IV, Вацлав IV, Венцель IV, або В'ячеслав IV — як король Богемії.
- Венцеслав Люксембурзький (нім. Wenzel von Luxemburg) — за назвою династії.

## Біографія

### Молоді роки

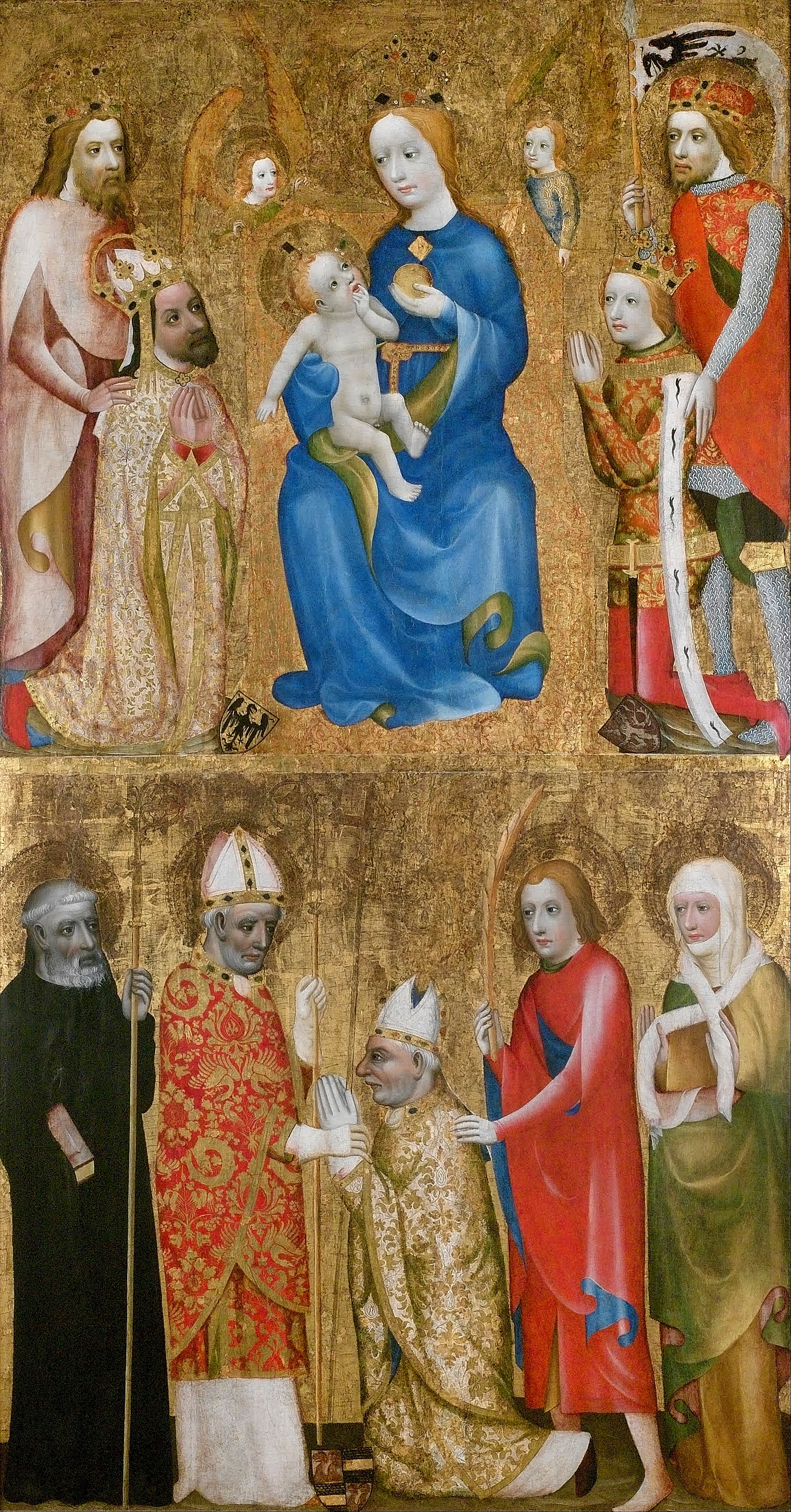
Карл і молодий Венцеслав навколішки перед Спасителем. Теодорік Празький, Національна галерея (Прага) (бл. 1370)

Венцеслав народився 26 лютого 1361 року в імперському місті Нюрнбензі, королівство Німеччина, Свяшенна Римська імперія. Він був сином імператора Карла IV від третьої дружини Анни Свідницької, представниці Сілезьких П'ястів. Новонародженого охрестили в Церкві святого Себальда. Венцеслава виховували празькі архієпископи Арност Пардубицький і Ян-Очко Валшімський.
5 червня 1363 року Карл IV коронував свого 2-річного сина спів-королем Богемії і 1373 року надав йому Бранденбурзьке маркграфство. Зокрема, 1363 року бранденбурзькі маркграфи Людвіг I Римлянин і Отто IV домовилися, що якщо вони помруть бездітними, Бранденбург перейде старшому синові імператора Карла IV — Венцеславу, який прийме титул маркграфа Бранденбурзького. Згідно з Фюрстенвальденським договором 1373 року бранденбурзький маркграф Отто IV продав Бранденбург імператору Карлу IV, який передав його Венцеславу, своєму співкоролю в Богемії (з 1363).
Після смерті сілезького герцога Болеслава (Болька) II Свідницького 28 липня 1368 році Венцеслав, як син його небоги Анни Свідницької, став спадкоємцем його земель. 1392 року, після смерті дружини герцога, Агнеси Австрійської, Свідницьке князівство також перейшло до Венцеслава.
10 червня 1376 року Карл IV підтвердив обрання Венцеслава римським королем. «За» проголосували тільки двоє із семи виборщиків: Бранденбург і Богемія, які утримували сам імператор та його син. Аби забезпечити обрання сина, Карл IV забрав у багатьох імперських міст привілеї, які видав раніше. 21 липня 1376 року Венцеслава коронували в Аахені.

### Король Німеччини
Після смерті батька у 1378 році Венцеслав зарекомендував себе як некомпетентий правитель миролюбної вдачі. Протягом 1378—1389 років він декілька разів скликав Рейхстаги, проте не міг зарадити війнам між міськими союзами та князями, що призвело до майже десятилітньої анархії в Німеччині. Егерський рейхстаг 1389 року остаточно вирішив більшість конфліктів і встановив загальний мир. Але через те, що Венцеслав проводив більшість свого часу в Празі, подалі від німецьких проблем, імперські князі вимагали від нього призначення окремого імперського наглядача для Німеччини. Король постійно відхиляв цю вимогу.
На початку Західної Схизми Венцеслав підтримав папу Урбана VI, але з 1390-х років курфюрсти вимагали від нього походу до Італії для закінчення розколу.
7 грудня 1383 року Венцеслав успадкував від дядька Люксембурзьке герцогство і Шинінське графство.
Після 1389 року Венцеслав залишив Німеччину напризволяще і повернувся до неї лише в 1397 році, аби заслухати скарги князів перед своїм відрядженям до Франції з метою владнати великий розкол у Західній церкві. Врешті-решті, у серпні 1400 року, коли Венцеслав відмовився відвідувати чергову нараду імперських князів, вони скинули його і обрали своїм новим королем пфальцьського курфюрста Рупрехта III. Попри це, Венцеслав до кінця життя зберігав за собою титут німецького короля.
2 травня 1389 року вінчався у Празі з баварською герцогинею Софією, донькою баварського герцога Йоганна II з Віттельсбахського дому. У другому шлюбі також не мав дітей.

### Король Богемії

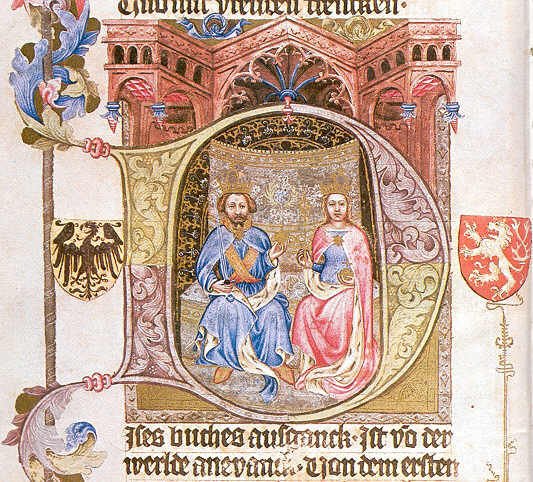
Венцеслав і його друга дружина Софія (Венцеславська Біблія)

Правління Венцеслава у Богемії було ще менш вдалим ніж у Німеччині. Його постійно діймали заздрісні й амбітні родичі. Зокрема, 1394 року проти нього повстали магнати під проводом кузена Йоста, моравського маркграфа, котрий полонив короля і увʼязнив його в Австрії. Венцеслав відновив свою владу завдяки німецькій допомозі, але знову її втратив 1396 року, коли знать змусила призначити його кузена управителем королівства й державні справи доручити королівській раді, яку складали магнати.
1402 року єдинокровний молодший брат короля Сигізмунд, який згодом стане імператором Священної Римської імперії, — йому Венцеслав допомагав отримати в 1387 році угорську корону — скинув свого помічника з трону в Богемії та увʼязнив його. Венцеслав знову зміг повернути собі владу у наступні роки, але ціною передачі усіх реальних управлінських повноважень у руки королівської ради. Тяжкі випробування зламали його: він став аполітичним, нерішучим; шукав розради у жінках і вині.
Венцеслав на перших порах підтримував богемських реформаторів, які гуртувалися довкола Яна Гуса, але після засудження їх Католицькою Церквою як єресі, мовчазно дав стратити Гуса у 1415 році.
1409 року видав Кутногірський декрет, який надавав преференції богемцям (чехам) у Празькому університеті й посприяв розгортанню Гуситських воєн.
Венцеслав помер бездітним 16 серпня 1419 року в Кунратицькому замку поблизу Праги. Його поховали у Празькому соборі святого Віта. Богемська корона Венцеслава перейшла до рук брата Сигізмунда.

## Родина
1 Дружина — Йоганна (1362—1386), баварська герцогиня, донька баварського герцога Альбрехта I.
Діти: не було
2 Дружина — Софія Баварська (1376—1428), баварська герцогиня, донька баварського герцога Йоганна II.
Діти: не було

## Титули
Король Богемії, маркграф Бранденбургу, герцог Сілезії
| 1364.02 | нім. Wir Wentzlaw von Gots gnaden Kunig ze Behem, und Margrave ze Brandenburg, des heiligen Römischen Reichs Obrister Schenkh und Kamermeister                                                 | Ми, Венцслав, Божою милістю, король Богемії і маркграф Бранденбургу, найвищий чашник і камермейстер Священної Римської імперії           |
| 1366.03 | нім. Wir Carl von Gottes Gnaden Rœmischer Kayser zu allen Zeiten Mehrer des Reichs, und Kœnig zu Boeheim... Wir Wentzslau auch von Gottes Gnaden Kœnig zu Boeheim und Marggraff zu Brandenburg | Ми, Карл, Божою милістю, римський імператор… і король Богемії… Ми, Венцслав, також Божою милістю король Богемії і маркграф Бранденбургу. |

жовтень 1369
- нім. Wir Wenzlaw von Gottes Gnaden zu Behaimb, Marggrafe zu Brandenburg und Hertzog in Schlesien

Ми Венцеслав, Божою милістю, [король] Богемії, маркграф Бранденбургу і герцог Сілезії.
травень 1371
- лат. Wenczeslaus dei gracia Boemie rex, Brandemburgensis marchio et Slesie dux

Венцеслав, Божою милістю, король Богемії, [маркграф] Бранденбурзької марк і герцог Сілезії
лютий 1372
- нім. Wir Wenczlaw von gots gnaden kunig zu Behiem, Marggraff zu Brandenburg vnd Herczog zu Slezien

грудень 1373
- нім. Wir Wenczlaw von gotes gnaden Kunig czu Beheim, Marggraff czu Bramdenburg vnd Herczog in Slesien

березень 1374
- нім. Wenczeslaus rex Bohemie, Brandenburgensis marchio et Slezie dux

лютий 1375
- нім. Wir Karl von gots gnaden Romischer Keiser zu allen zeiten merer des Reichs vnd Kunig zu Beheim vnd wir Wenczlaw von denselben gnaden Kunig zu Beheim, Margraf zu Brandemburg vnd Herzog zu Slezien

січень 1376
- лат. Wenczeslaus dei gracia Boemie rex, Brandenburgensis marchio et Slesie dux

Король Німеччини (римлян) і Богемії
| 1382.10 | лат. Wenceslaus dei gracia Romanorum rex semper augustus et Boemie rex | Венцеслав, Божою милістю, король римлян, війчно священний, і король Богемії                    |
| 1388.04 | нім. Wir Wenczlaw von gotes gnaden romischer kunig ze allen czeiten merer des Reichs und kunig zu Behem                                                                               | Ми, Венцлав, Божою Милістю, римський король, на всі часи розширювач держави, і король Богемії  |
| 1399.02 | ст.-чеськ. My Waczlaw z bozie milosti Rzimsky kral wzdy rozmnozitel rzisse a Czesky kral (сучас.: My Václav z Boží milosti Římský král po všechny časy rozmnožitel říše a král český) | Ми, Вацлав, Божою милістю, римський король, завжди розширювач держави, і чеський король.       |
| 1401.08 | ст.-чеськ. My Waczlaw z Bozie milosty Rzymsky Kral powssie czassy rozmnozetel Rzyssye a Czesky Kral                                                                                   | Ми, Вацлав, Божою милістю, римський король, повсякчасний розширювач держави, і чеський король. |
| 1418.06 | лат. Wenceslaus dei gracia Romanorum rex semper augustus et Boemie rex | Венцеслав, Божою милістю, вічно священний король римлян і король Богемії.                      |

## Печатки

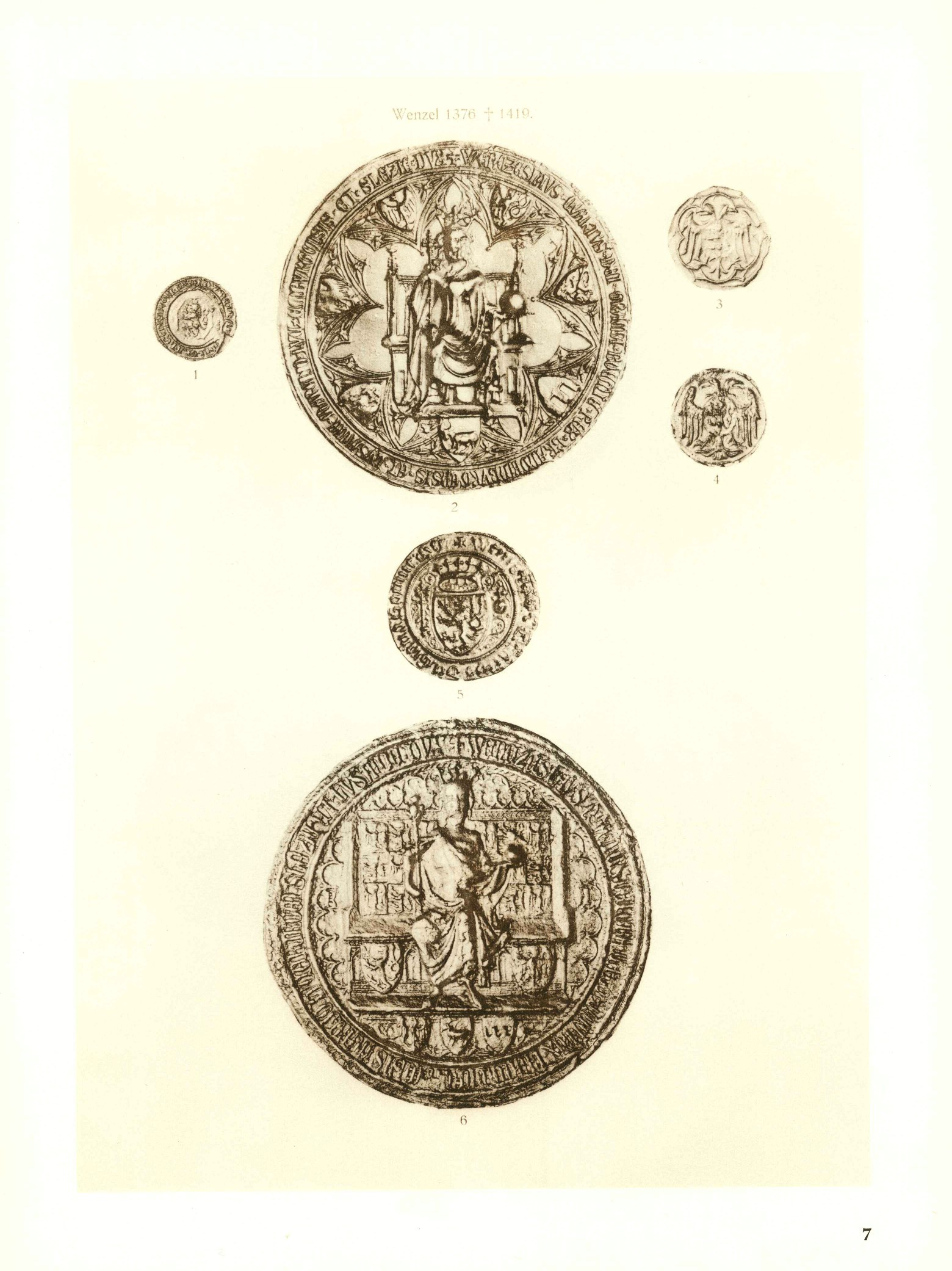
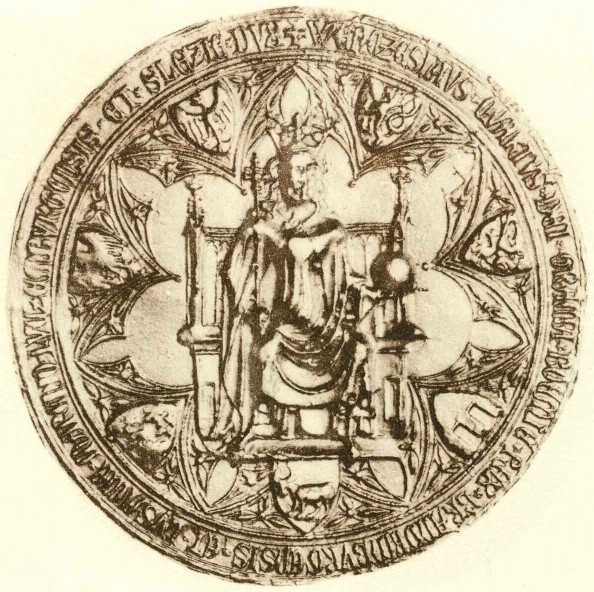
1363
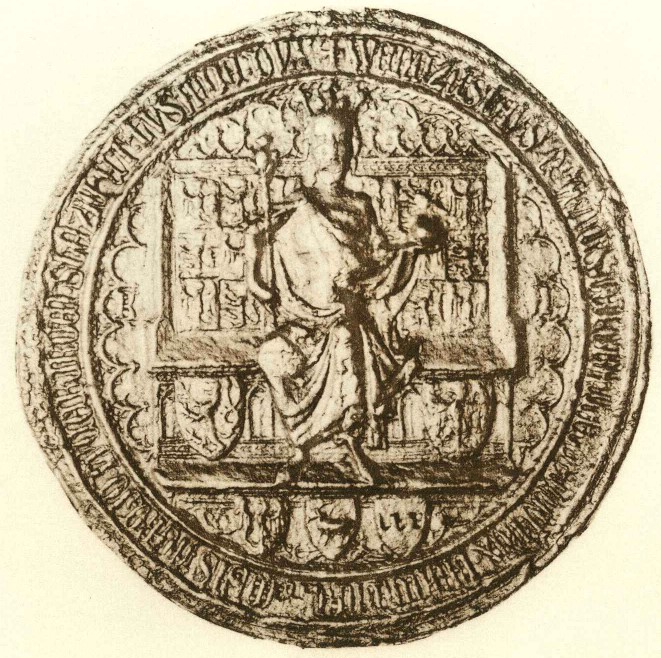
1373
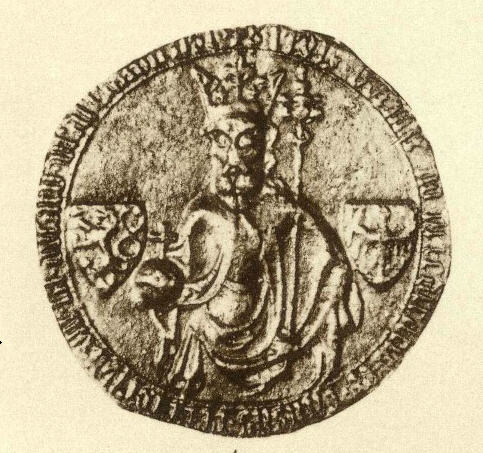
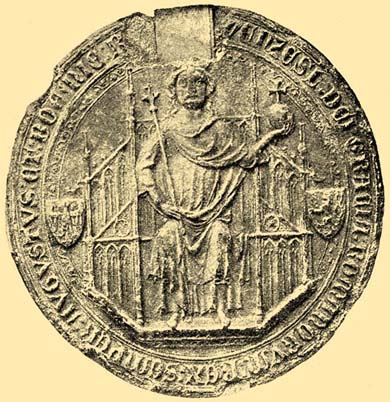

Герби з печаток

Король Римлян
Король Богемії
Люксембург
Верхня Лужиця
Нижня Лужиця
Бранденбург
Сілезія

## В культурі

### Відео-ігри
- 2018: Kingdom Come: Deliverance
- 2025: Kingdom Come: Deliverance II

### Монографії. Статті
- Bílek, Jiří. Václav IV. : nešťastný syn slavného otce. Líbeznice: Víkend, 2019.
- Bobková, Lenka. Velké dějiny zemí Koruny české IV.a 1310—1402. Praha: Paseka, 2003.
- Bobková, Lenka; Bartlová, Milena. Velké dějiny zemí Koruny české. Svazek IV.b, 1310—1402. Praha: Paseka, 2003.
- Čechura, Jaroslav. České země v letech 1378—1437. Lucemburkové na českém trůně II. Praha: Libri, 2000.
- Čechura, Jaroslav; Žůrek, Václav. Lucemburkové: životopisná encyklopedie. České Budějovice: Veduta, 2012.
- Čornej, Petr. Velké dějiny zemí Koruny české V. 1402—1437. Praha: Paseka, 2000.
- Elbel, Petr; Jan, Libor, Jurok, Jiří. Z počátků husitské revoluce. Brno: Matice moravská, 2019.
- Gade, John Allyne. Luxembourg in the Middle Ages. Luxembourg: E. J. Brill, 1951.
- Hlaváček, Ivan. Václav IV // Ryantová, Marie; Vorel, Petr. Čeští králové. Praha; Litomyšl: Paseka, 2008, S. 209—221.
- Hoensch, Jörg Konrad. Lucemburkové: pozdně středověká dynastie celoevropského významu 1308—1437. Praha: Argo, 2003.
- Leuschner, J. Germany in the Late Middle Ages. North Holland Publishing Company, 1980.
- Nodl, Martin. Dekret kutnohorský. Praha: Nakladatelství Lidové noviny, 2010.
- Rapp, Francis. Svatá říše římská národa německého: od Oty Velikého po Karla V. Praha; Litomyšl: Paseka, 2007.
- Římský a český král Václav IV. a počátky husitské revoluce / Jiří Kuthan, Jakub Šenovský (eds.). Praha: NLN, 2019.
- Schneidmüller, Bernd; Weinfurter, Stefan. Die deutschen Herrscher des Mittelalters: Historische Porträts von Heinrich I. bis Maximilian I. München: Beck, 2003.
- Spěváček, Jiří. Václav IV. 1361—1419. K předpokladům husitské revoluce. Praha: Nakladatelství Svoboda, 1986.

### Статті
- Nejedlý, Martin. Václav IV. a panská jednota. Část první // Historický obzor. 1999, roč. 10, čís. 11/12, s. 242—249.
- Nejedlý, Martin. Václav IV. a panská jednota: Část druhá // Historický obzor. 2000, roč. 11, čís. 1/2, s. 8–15.
- Nejedlý, Martin. Václav IV. a panská jednota: Část třetí // Historický obzor. 2000, roč. 11, čís. 3/4, s. 68–75.

### Довідники
- Lindner, Theodor. Wenzel // Allgemeine Deutsche Biographie. Leipzig, 1896, Band 41, S. 726–732.
- Innocenti, Marco. Wenzel IV. // Biographisch-Bibliographisches Kirchenlexikon., Sp. 1521–1531}}. (стаття)
- Шевченківський словник : у 2 т. / Інститут літератури ім. Т. Г. Шевченка Академії Наук УРСР. — Київ : Головна редакція УРЕ, 1978.